# Tetes
Os tetes (em grego:  θῆτες, thêtes, sing. θής, thēs, "servo") eram a mais baixa classe de cidadãos de Atenas após a reforma política de Sólon. Os tetes eram aqueles homens livres cujo trabalho era remunerado, ou tinham menos do que 200 medimnoi (ou seu equivalente) de receita anual. Esta distinção existiu desde o início do ano 594/593 a.C. até 322 a.C. O termo "tetes", no entanto, precedeu a reforma soloniana, como atestado em Homero e Hesíodo.

## Direitos sob a Constituição de Sólon
Sob a Constituição de Sólon, os tetes foram definidos como cidadãos livres que não se qualificavam como zeugitas. Por conta das reformas de Sólon, eles puderam participar na Eclésia (a Assembleia Ateniense), e podiam ser jurados servindo no tribunal de Helieia, mas não podiam servir na Bulé ou como magistrados.

## Reformas de Efialtes
Depois das reformas de Efialtes e Péricles, por volta de 460-450 a.C., os tetes foram autorizados a possuir cargo público.

## Perda de direitos políticos e Expulsão
12 mil tetes perderam seus direitos políticos e foram expulsos da cidade após a derrota ateniense na Guerra Lamiaca, em 323 a.C. 

## Na Marinha
Ao contrário da concepção popular de escravos de galé, marinhas antigas preferiam usar homens livres para remar suas galés. Nos séculos IV e V a.C., Atenas geralmente seguia a política naval de recrutar cidadãos de classes mais baixas (os tetes), metecos e estrangeiros contratados. No entanto, sob algumas condições, por exemplo durante a Revolta de Mitilene, classes mais altas eram recrutadas como remadores também. Isso fez deles cruciais na marinha ateniense e assim deu a eles um papel nos assuntos de Atenas.